# Puerto Venecia
Puerto Venecia es un centro comercial que está situado en la ciudad de Zaragoza (España), en el barrio de Parque Venecia.
Es el centro comercial más grande de España y uno de los más grandes de Europa, con una superficie de más de 206 000 m² y 600 000 m² de parcela. A principios de 2015 tenía ya el 96% de su superficie ocupada, con más de 200 operadores.
Debe su nombre al Canal Imperial de Aragón que trascurre por el distrito, ya que durante años navegó por sus aguas una góndola llamada El cisne del Canal. Fue tal el éxito, que a partir de entonces los zaragozanos comenzaron a llamar a aquella zona la pequeña Venecia.

## Reseña
Cuenta con más de 10 000 plazas de aparcamiento así como otros servicios y accesos desde el centro de la ciudad y regiones colindantes.
Su horario de apertura es de 10h a 22h.
El complejo se distribuye en varias zonas:
- Boulevard - 83 000 m² SBA (Inaugurado en 2008)
- Gallery - 99 000 m² SBA (Inauguración 4 de octubre de 2012)
- La Plaza (zona de ocio y restauración) - 21 000 m² SBA
- Lago y terrazas - 10 000 m²
- Otros usos - 3000 m²

En 2013 recibió 17 millones de visitas y en 2014 alcanzaron los 18 millones de visitas. En torno al 35 % procedió de comunidades y ciudades limítrofes.
Están ubicados en Puerto Venecia más de 150 comercios y 45 restaurantes.

## Historia
El 12 de noviembre de 2002 fue presentado por el Ayuntamiento de Zaragoza el plan parcial del proyecto para su construcción.
Las obras comenzaron el 11 de mayo de 2004, celebrándose el acto de colocación de la primera piedra el 8 de junio de 2006.
El 22 de mayo de 2007 comenzó su actividad comercial con la inauguración de Ikea. En su primer día de apertura, recibió la visita de más de 12 500 personas.
Al año siguiente, el 20 de septiembre de 2008, la tienda de muebles Tuco fue inaugurada con la presencia de Kiko Rivera.
El 14 de enero de 2011, los promotores de Puerto Venecia anunciaron que se continuaría con la segunda fase de construcción del gran complejo comercial, que supondría una inversión privada de 400 millones de euros y la creación de unos 1200 puestos de trabajo. Con la apertura de esta segunda fase el 4 de octubre de 2012, el centro alcanza la SBA planificada de 206 000 m² y 600 000 m² de parcela, convirtiéndose así en el complejo comercial y de ocio más grande de Europa de la época.
El 3 de octubre de 2012 fue inaugurado oficialmente con más de 2000 invitados en una gala oficial, encabezada políticamente por la entonces presidenta de Aragón, Luisa Fernanda Rudi, y el entonces alcalde de Zaragoza, Juan Alberto Belloch. El acto principal fue conducido por Nuria Roca.
Un año después de que abriera sus puertas había recibido más de 16 millones de visitas.
El 27 de junio de 2013, Puerto Venecia abrió su programa de música en vivo Music&Shopping&MuchoMás celebrando un concierto de Carlos Jean.
El polifacético músico actuó en la Plaza Multiusos del Shopping Resort.
El 24 de diciembre de 2014, la empresa británica Intu compró el centro comercial.
El 24 de marzo de 2015, la franquicia norteamericana Kentucky Fried Chicken abrió su primer establecimiento en Aragón.
Desde su apertura han trabajado en ofrecer una programación de actividades y espectáculos constante, muy enfocada al público familiar. Destaca su Encendido de Luces de Navidad, un evento ya característico de Puerto Venecia en el que Papá Noel enciende el espectacular alumbrado navideño, precedido por un show de luz y sonido, con diferente temática cada año. Este acto marca el comienzo de la Navidad en la ciudad.
Otro evento destacable es la celebración de la popular carrera Holi Run, que tuvo lugar en 2015. O las visitas de reconocidos artistas e influencers como Aitana, Ana Guerra, Dulceida, Cepeda, Patry Jordán o Álex Puértolas, entre otros.  
El 1 de diciembre de 2016 abrió sus puertas el primer establecimiento Starbucks en Aragón.
Durante 2017 y 2018 se han incorporado marcas como Gino's o La Tagliatella.
El 20 de abril de 2018 Puerto Venecia pasa a denominarse comercialmente Intu Puerto Venecia.
El 14 de noviembre de 2019, fue inaugurado por la actriz española Macarena Gómez y su marido Aldo Comás: Terminal Zero — un túnel del viento—. A este, se le añaden otros espacios de ocio para todo tipo de públicos como Ilusiona, Zero Latency o los cines de Cinesa.
El 10 de diciembre, como parte de la campaña publicitaria de la final de GHVIP 7, Mediaset organiza un evento en El Corte Inglés del centro comercial con los defensores de Alba Carrillo, Mila Ximénez y Adara Molinero, en el que coinciden con los fans.
El 23 de diciembre de 2019, Generali Real Estate y Union Investment se hacen con el 100 % de la propiedad que hasta entonces pertenecía al 50 % a Intu Properties PLC y Canadá Pensions Plan Investment pasándose a llamar de aquí en adelante "Puerto Venecia".

El 30 de abril de 2022, abrió el primer establecimiento de Popeyes en Aragón, que contó para ello como invitado a Miki Nadal.

## Directorio de marcas

### Tiendas

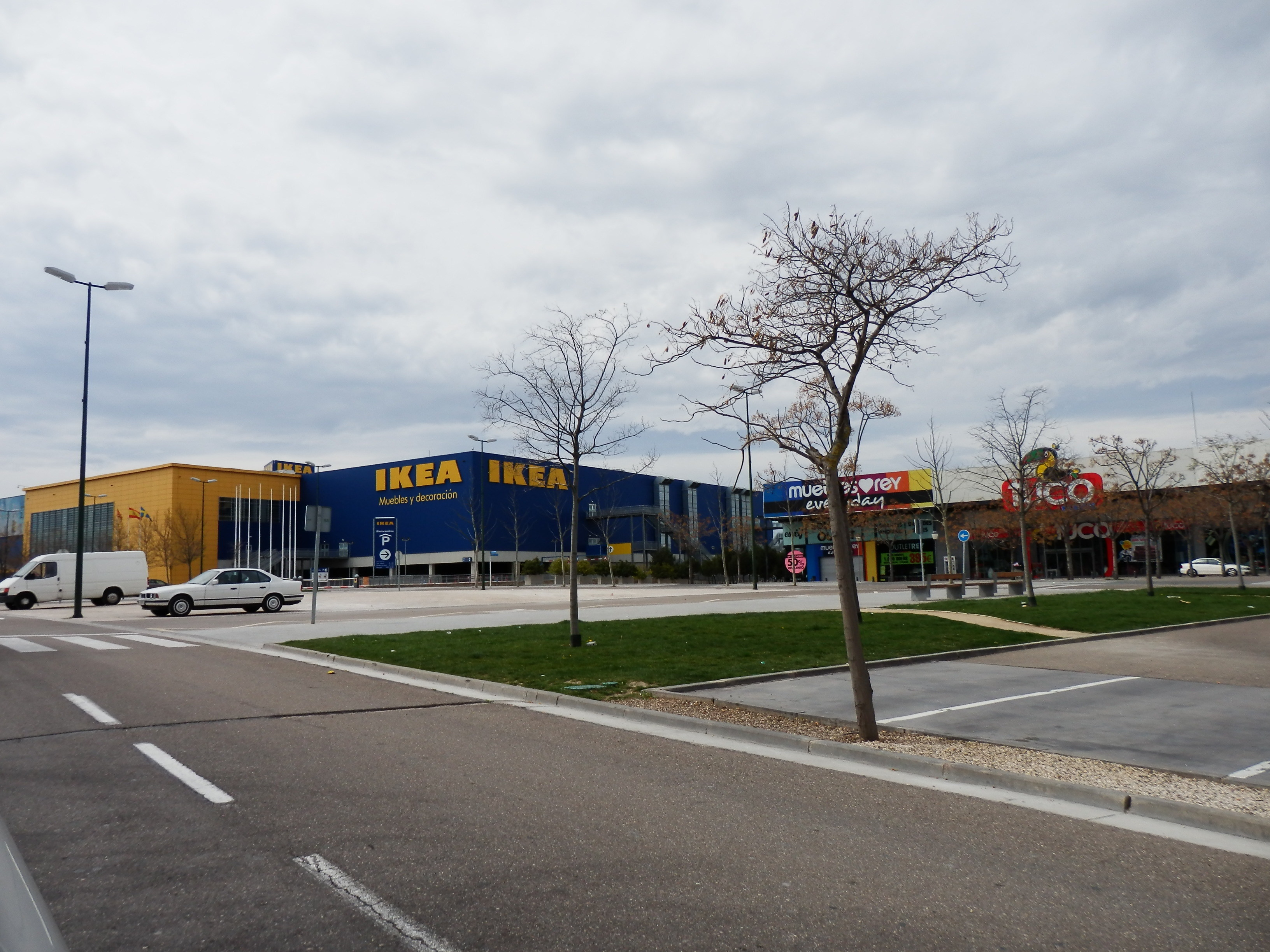
Ikea

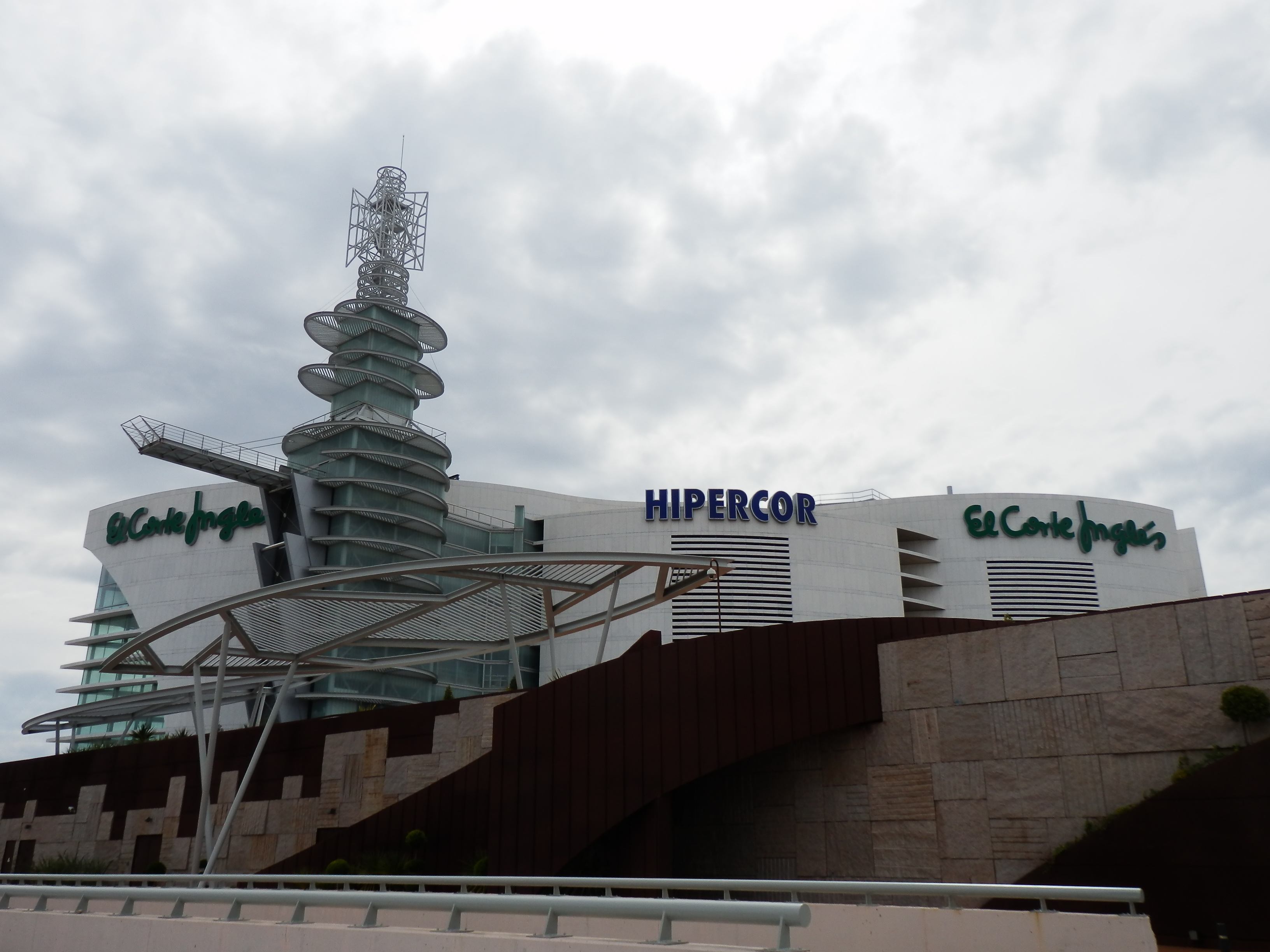
El Corte Inglés

Puerto Venecia reúne marcas de moda como El Corte Inglés, Primark, Hollister, Nike Store, H&M, Zara, Desigual, entre otras muchas.
- De hogar tiendas como Muebles Tuco, Conforama, Maisons du Monde, Casa, entre otras, aunque su locomotora principal es IKEA, que abrió sus puertas en mayo de 2007.[32][33]
- De deportes tiendas como la multinacional francesa Decathlon que inauguró su mayor establecimiento de la Comunidad Aragonesa en este parque el 1 de septiembre de 2010.[34]
- De tecnología marcas como Apple Store o Xiaomi.
- Otras como Fnac[35][36][37][38][39] El 1 de diciembre de 2018, abrió sus puertas la cuarta tienda de LEGO en España.

### Restaurantes
El centro dispone de más de 40 restaurantes con sabores de todo el mundo como VIPS, Taco Bell, Muerde la Pasta o Udon.

### Ocio
Puerto Venecia dispone de múltiples actividades al aire libre además de locales de ocio, como salas de cine Archivado el 8 de agosto de 2020 en Wayback Machine., centro de juegos y escalada en 7Fun!, además de un lago navegable con barcas.
7Fun! también cuenta con "super wave", una ola de surf estática.
En invierno cuenta con la pista de hielo natural más grande de España.

## Acceso
Dispone de accesos por la Z-30 y la Z-40. En transporte público se puede acceder a Puerto Venecia utilizando la línea lanzadera C4 de Avanza Zaragoza, la cual tiene su primera parada en la plaza de las Canteras del barrio de Torrero, y que tiene unos 15 minutos de frecuencia media en días laborables y de 8 en sábados y domingos de apertura. Asimismo la línea 31 presta servicio hasta Puerto Venecia desde octubre de 2012.

## Reconocimientos
- En 2010 obtuvo una mención en la categoría de Nuevas fórmulas de comercio integrado en los premios de la Asociación Española de Centros Comerciales.[40]
- En noviembre de 2013, fue galardonado con el Premios Mapic 2013 como mejor centro comercial y de ocio del mundo.[41]
- El centro de entretenimiento familiar Neverland fue distinguido por la International of Amusement Parks and Attractions (IAAPA) con el Premio Brass Ring 2013 en la Categoría Top FEC's of the World (Mejor Centro de Entretenimiento Familiar del Mundo).
- El Gobierno de Aragón reconoció a Puerto Venecia por su aportación al turismo en la Comunidad.[42]
- En 2015 obtuvo el Certificado de Excelencia de Trip Advisor situando a Puerto Venecia entre las 10 primeras cosas que hacer en Zaragoza.